# Байрак (Роменський район)
Ба́йрак — село в Україні, у Роменському районі Сумської області. Населення становить 734 осіб. Входить до складу Липоводолинської селищної громади.
Після ліквідації Липоводолинського району 19 липня 2020 року село увійшло до Роменського району.

## Географія
Селом протікає річка Жидівка, ліва притока Вільшани. Розташоване на відстані 1.5 км від сіл Довга Лука та Червоногірка.

## Історія
Село Байрак засноване у першій половині XIX ст. Назва ймовірно походить від слова байрак «балка, поросла травою»
Село постраждало внаслідок геноциду українського народу, проведеного урядом СРСР 1923—1933 та 1946—1947 роках, кількість встановлених жертв в селах Байрак Перший та Байрак Другий — 156 людей.
12 вересня 2017 року архієпископ Сумський і Охтирський Мефодій у Байраку освятив новозбудований храм святого Пророка, Предтечі і Хрестителя Господнього Іоанна.
До 2019 року орган місцевого самоврядування — Байрацька сільська рада.

## Економіка
- «Байрак», агрофірма, ТОВ.

## Соціальна сфера
У селі є школа, фельдшерсько-акушерский пункт.